# Herbert Boeckl
Herbert Boeckl, né le 3 juin 1894 à Klagenfurt et mort le 20 janvier 1966 à Vienne, est un peintre autrichien qui est considéré comme un autodidacte et un représentant important du modernisme autrichien. 

## Biographie

### Premières années
Herbert Arthur Boeckl naît le 3 juin 1894 à Klagenfurt. Il est le fils de Leopold Böckel, professeur d'école de commerce et ingénieur en mécanique, et de son épouse Paula. Dès son enfance, il développe un grand intérêt pour la peinture.
Il reçoit sa formation scolaire à Klagenfurt, où il obtient également son diplôme en 1912, puis postule à l'Académie des beaux-arts de Vienne. Après s'être vu refuser l'admission, il s'inscrit à l'école de construction de l'université technique de Vienne. L'étude de l'architecture n'est cependant jamais aussi importante pour lui que la peinture. Néanmoins, ses études lui ouvrent de nouvelles perspectives et lui permettent d'entrer en contact étroit avec Adolf Loos, qui s'oppose avec véhémence à ce qu'il considère comme les traditions dépassées du monde de l'art.
En décembre 1913, il participe à l'exposition de l'Association des artistes autrichiens au Kunstsalon Pisko de Vienne. Selon les critiques d'art de l'époque, les œuvres des artistes exposants s'inspiraient fortement des œuvres de Gustav Klimt, Maurice Denis, Paul Gauguin, Paul Cézanne et Vincent van Gogh. Boeckl a été représenté avec les tableaux Blaue Karre, Bäume am Feuerbach et Herbstmorgen an der Glan.

### Première Guerre mondiale
Même après le déclenchement de la guerre en 1914, Herbert Boeckl continue à étudier à l'Université technique de Vienne et travaille en même temps comme peintre. Ses peintures de cette période révèlent une plus forte influence du symbolisme et du post-impressionnisme.
À partir de mai 1915, il sert dans le régiment d'artillerie de campagne n° 28, dont fait partie à la fin de l'année Bruno Grimschitz - ami proche, plus tard conservateur et directeur de la Galerie autrichienne du Belvédère de Vienne et mécène d'Herbert Boeckl. Sous sa direction, le musée acquiert un total de dix œuvres de l'artiste. Les successeurs de Grimschitz sont également très soucieux de l'élargissement de cette collection.
En 1916, Herbert Boeckl participe à l'exposition décennale de l'Association des artistes autrichiens dans l'ancienne galerie Pisko de C. J. Wawra, où il montre le portrait que Bruno Grimschitz avait peint peu de temps auparavant. La même année, lors d'un congé parental, il rencontre sa future épouse Maria Plahna. En janvier 1917, Herbert Boeckl participe à une exposition à Klagenfurt, où il expose un projet de monument héroïque, actuellement considéré comme perdu.
En 1918, Herbert Boeckl passe son premier examen d'État à l'Université technique de Vienne et peut participer à la 10e exposition de photos du Kunstverein für Kärnten à Klagenfurt. La même année, l'artiste conclut un contrat de commande illimitée sur paiement d'avance avec l'éditeur, libraire et graphiste à succès Gustav Nebehay. Ainsi, le marchand se voit remettre la totalité de la production du peintre pour la vente en échange d'un salaire mensuel régulier, le produit de la vente devant aller pour moitié à chacune des parties contractantes. En outre, Nebehay finance les voyages d'études de d'Herbert Boeckl, qui le conduit à Berlin, à Paris et en Sicile. Le contrat est rompu en 1931 en raison de différends concernant la vente d'un tableau.

### Carrière en tant qu'artiste
Après la fin de la guerre, Boeckl abandonne ses études à l'Université technique et s'installe dans un studio à Klagenfurt en 1919. Il y entretient des contacts étroits avec le cercle des artistes de Nötsch, dont les membres lui fournissent des modèles nus. Pendant cette période, il réé, par exemple, Große Liegende Frauenakt, pour lequel il choisit sa femme comme modèle, et un grand nombre de nus au fusain et à l'aquarelle. Les représentations d'Herbert Boeckll dans les années 1920 montrent l'influence du cercle de Nötscher, qui se manifeste surtout par l'accent mis sur la couleur. Son rapport à la couleur, cependant, est de nature sensuelle, presque expressionniste ou psychologique. En outre, ces œuvres témoignent d'une personnalité artistique forte et singulière. Le Große liegende Akt, par exemple, n'a rien de commun avec les œuvres d'autres peintres autrichiens créées à la même époque. L'indépendance soudaine et la nouvelle confiance en soi artistique du jeune artiste, en fait non formé, qui venait de rentrer de la guerre, sont encore plus évidentes dans les dessins et les gouaches de cette période.

### Période nazie
En 1938, l'ami d'Herbert Boeckl, Bruno Grimschitz, est nommé directeur de la galerie autrichienne du palais du Belvédère à Vienne, ce qui permet d'enrichir la collection du musée d'un grand nombre d'œuvres de l'artiste, malgré la vision particulière de l'art des nationaux-socialistes.
L'année suivante, Boeckl a démissionné de son poste de directeur de l'école de maîtrise de l'Académie de Vienne par mesure de précaution afin d'éviter le regard des national-socialistes avec ses méthodes de représentation. Au lieu de cela, il a pris en charge le cours quotidien de nudité en soirée, qui était un événement obligatoire pour tous les étudiants de l'Académie. En raison de la politique culturelle nazie, Herbert Boeckl n'a guère pu participer aux expositions, ce qui a également entraîné une vie et une production artistique plutôt isolées au cours des années suivantes.
En 1940, Boeckl travaille principalement sur la Großen Familienbild, pour laquelle tous ses enfants sont modèles. En 1941, Boeckl rejoint le NSDAP, mais ne fait aucune concession au régime NS dans son travail artistique. Dans les années qui ont suivi, il a réalisé une série de paysages inspirés de ses nombreux voyages, par exemple en Styrie et en Moravie..

### Premières années d'après-guerre
Malgré les bombardements sur Vienne, Herbert Boeckl travaille toujours dans son atelier viennois en mars 1945. Sa famille fuit en Carinthie. Même après l'occupation par l'Armée rouge, il reste dans la ville. Le 19 avril, il est nommé recteur provisoire de l'Académie des beaux-arts par le département général des académies des arts, des théâtres d'État, des musées et de l'éducation publique de Vienne, en tant que successeur d'Alexander Popp. Dans les premiers mois après la guerre, il vit dans le bâtiment de l'Académie et participe intensivement à sa reconstruction, tant en termes de matériel que de personnel. Parmi ses premiers rendez-vous, on compte le sculpteur Fritz Wotruba et le peintre Albert Paris Gütersloh. Dans de nombreuses publications, Herbert Boeckl est désormais décrit comme un peintre autrichien de premier plan.

### Dernières années de la vie
En 1957, Herbert Boeckl est chargé de concevoir une tapisserie pour décorer la Stadthalle de Vienne, qu'il intitule Le monde et l'homme et sur laquelle il travaille du début de l'année jusqu'en novembre. Un an après son achèvement, l'Autriche participe avec cette œuvre à l'Exposition universelle de Bruxelles et l'a fait exposer à la 5e Biennale d'art de São Paulo en 1959.
En 1959, Herbert Boeckl se rend en Égypte, où il visite et étudie des musées, des tombes, des églises et des temples.
En 1962, de nombreux événements ont lieu : Herbert Boeckl est nommé recteur de l'Académie des beaux-arts, et peu de temps après, il apprend qu'il est diabétique. En juin, il fêté son 70e anniversaire, qui est précédé d'une certaine excitation concernant une possible rétrospective de Herbert Boeckl. Herbert Boeckl est chargé de concevoir la contribution autrichienne à la Biennale de Venise, qu'il conçoit comme un aperçu de sa propre œuvre. Le 19 juin, il reçoit la croix d'honneur pour l'art et la science de la république d'Autriche et quelques mois plus tard, l'anneau d'honneur de la ville de Vienne. Dans la nuit du 29 au 30 octobre, Herbert Boeckl est victime d'une attaque et est confiné dans son lit de malade jusqu'à sa mort. Mais du 18 décembre au 14 février, une rétrospective Herbert Boeckl est présentée au Musée du XXe siècle. L'exposition présente 105 peintures à l'huile, deux sculptures et deux tapisseries.
En 1966, Herbert Boeckl meurt d'une attaque cérébrale, père de neuf enfants. Il est inhumé dans une tombe d'honneur au cimetière central de Vienne.
Le Herbert-Boeckl-Weg est nommé en son honneur à Vienne en 1977, et en 1994, la poste autrichienne émet un timbre spécial pour marquer le 100e anniversaire de la naissance de Herbert Boeckl.